# Ilmar
Ilmar ist ein estnischer männlicher Vorname. Im Finnischen tritt der Vorname Ilmari, im Lettischen Ilmārs auf.

## Namensträger
- Ilmar Jaks (1923–2019), estnischer Schriftsteller
- Ilmar Kullam (1922–2011), estnischer Basketballspieler
- Ilmar Laaban (1921–2000), estnischer Exil-Lyriker und literarischer Übersetzer
- Ilmar Sikemäe (1914–1998), estnischer Schriftsteller, Übersetzer und Publizist
- Ilmar Talve (1919–2007), estnischer Schriftsteller, Literaturwissenschafter und Ethnograf